# Центрпрограммсистем
НИИ «Центрпрограммсистем», АО НИИ ЦПС (Полное наименование — Акционерное общество "Научно-исследовательский институт «Центрпрограммсистем»., англ. Centerprogramsystem) — организация, которая с 1971 года работает в области создания и внедрения информационных систем, являясь первой ИТ-компанией в Тверском регионе. Расположен в Твери, на проспекте Николая Корыткова, д. 3а. На 2023 год штат предприятия более 500 чел.
Среди реализованных проектов — комплексные системы управления и тренажерные системы. Используемые технологии опираются на научные разработки в области компьютерного моделирования и имитации технических комплексов, технологии распределённых информационных систем, а также элементы искусственного интеллекта.

## История
Создан в 1971 году, как Калининский филиал научно-технического и производственного объединения «Ленэлектронмаш». В 1973 г. преобразован в Калининское проектно-конструкторское бюро автоматизированных систем управления (ПКБ АСУ), а через год — в Научно-производственное объединение «Центрпрограммсистем». В 1983 г. объединением осуществлено более 1000 пакетопередач по 136 программным средствам на основании 587 договоров для 429 пользователей-предприятий 66 министерств и ведомств. За 1971—1989 гг. институтом разработано более 170 АСУ крупными предприятиями. В 1985 году НПО ЦПС стал головной организацией в стране по технологии разработки производства программных средств вычислительной техники, на базе ЦПС был организован центр по государственным испытаниям программных средств. К 1985 году НПО «Центрпрограммсистем» было определено головной организацией стран-членов СЭВ по разработке программных и технических средств систем управления базами данных и знаний, соисполнителем по ряду других направлений. С 1992 года, НИИ Центрпрограммсистем активно работает для Военно-Морского флота Министерства обороны РФ.

## Направление деятельности
- Комплексная автоматизация управления

— Создание автоматизированных и информационных систем;
— Автоматизация управления техническим обеспечением;
— Автоматизация деятельности органов военного управления;
— Создание программного обеспечения для ситуационных центров.
АО НИИ ЦПС выполняет полный комплекс работ: НИР, ОКР, производство, поставка и внедрение готовых изделий и систем, опытная эксплуатация и сопровождение. Среди наиболее масштабных реализованных проектов создание автоматизированной системы управления техническим обеспечением ВМФ России, создание программного обеспечения для Национального центра управления обороной РФ, создание ситуационного центра локализации аварийных ситуаций и планирования поисково-спасательных операций ВМФ.
- Автоматизация обучения и боевой подготовки. АО НИИ ЦПС производит автоматизированные системы обучения (для теоретической подготовки специалистов и командного состава); компьютерные тренажеры для индивидуальной и групповой подготовки специалистов и командного состава (тактические и специализированные тренажеры); компьютерные имитаторы технических средств (РЛС, различные пульты, приборы и т. п.); учебно-действующие (натурные) образцы; динамические тренажеры (с имитацией подвижности); тренажерные комплексы — сложные системы, объединяющие в единый программно-технический комплекс отдельные учебно-тренировочные средства.
- Защита информации (проектирование и внедрение комплексных систем защиты информации; защита гостайны; специальные проверки и специальные исследования технических средств; специальные исследования объектов; аттестация и ввод объектов в эксплуатацию; разработка защищенных автоматизированных систем управления и обработки информации; аудит безопасности; компьютеры в защищенном исполнении: производство и поставки). Готовые решения в области защиты информации: АПКЗИ от НСД «Ребус-М», АПКДЗ «ТВЕРЦА ЗЕТТА-М», ПДСЧ; ПК «Ребус-СОВ»[6]); «ДЕЛЬТА-24» и «ДЕЛЬТА-24С»[7]).
- Моделирование сложных технических объектов. АО НИИ ЦПС разрабатывает компьютерные имитаторы технических объектов, обеспечивающие возможность исследования состояния объекта в условиях изменения параметров внешней и внутренней обстановки с учетом управляющих воздействий.

Виды выполняемых работ:
— Моделирование объектов при создании тренажеров управления техническими средствами на основе комплексной модели объекта как системы алгебраических и дифференциальных уравнений;
— Моделирование поведения объектов, технических и обеспечивающих подсистем, членов экипажа в нормальных и аварийных условиях;
— Моделирование воздействий внешних факторов и сред;
— Моделирование систем управления.
- Встроенные системы управления и цифровой обработки сигналов. Комплексное аппаратно-программное проектирование встроенных систем синтеза и цифровой обработки сигналов; разработка эффективных алгоритмов и реализация функциональных процессов жесткого реального времени по интеллектуальному управлению и адаптивной обработке сигналов для систем с активными фазированными (цифровыми) решетками; создание программного обеспечения для встроенных систем с гетерогенной архитектурой, распределенным характером вычислений и обработкой потоковых данных для решения задач контроля технического состояния, управления и цифровой обработки многомерных данных).
- Образовательная деятельность. C 2008 года АО НИИ ЦПС реализует образовательную программу[8] школа-вуз-предприятие, сотрудничая со школами и вузами Твери и Тверской области. Проводит уроки, курсы[9] примечания, производственные практики, стажировки для школьников и студентов. Также участвует в организации хакатонов и олимпиад по информатике.
- Издательская деятельность.[10] С начала 90-х годов издательскую работу в АО НИИ ЦПС выполняет редакция международного научно-практического журнала «Программные продукты и системы». Были изданы десятки книг, в том числе по морской тематике: «Тверская слава Российского флота», «Контр-адмирал Феопемпт Степанович Лутковский», «Непрочитанные страницы Цусимы», «Декабрист Матвей Муравьев-Апостол», «Два контр-адмирала». Опубликованы две книги профессора В. Н. Решетникова на основе его курса лекций для студентов МАТИ им. К. Э. Циолковского «Космические телекоммуникации (начала)», две работы В. А. Биллига: учебное пособие «Параллельные вычисления и многопоточное программирование» и перевод английского издания книги Бертрана Мейера по быстрым методам разработки программных систем «Agile! Прекрасный, ужасный, шумный». С 2013 по 2022 гг. редакция выпускала электронный международный научно-практический журнал «Software Journal: Theory and Applications»).

## Руководители
- 1971—1977 годы — Пудовкин Василий Ильич
- 1977—1987 годы — Тихомиров Владимир Павлович
- 1989—2016 годы — Куприянов Валерий Петрович
- с 2016 года — Куприянов Кирилл Валерьевич